# 오사마 오마리
오사마 오마리(1992년 1월 10일 ~ )는 시리아의 축구 선수로 현재 알와흐다 SC에서 공격수로 활약하고 있다.

## 클럽 경력
2010년 알와흐다 SC에서 데뷔 후 2018년까지 8년간 알와흐다에 몸 담으며 시리아 프리미어리그 2014 시즌 우승, 시리아컵 5회 우승(2012년, 2013년, 2015년, 2016년, 2017년) 등에 공헌했고 2018년 카타르 스타스 리그의 카타르 SC로 임대 이적하여 9경기 7골을 터뜨리는 맹활약을 펼친 뒤 카타르 SC로 완전 이적하여 15경기 3골을 기록했다.
이후 2019년부터 2020년까지 친정팀인 알와흐다에서 활동했고 2020년 카타르의 알카라이티야트 SC에 잠시 몸 담았다가 다시 알와흐다로 복귀했다.

## 국가대표팀 경력
2014년 시리아 A대표팀 첫 합류 후 2015년 9월 8일 캄보디아와의 2018년 FIFA 월드컵 아시아 지역 2차 예선 E조 2차전에서 후반 36분 국제 A매치 데뷔골을 신고하며 팀의 6-0 대승에 일조했고 이어 아프가니스탄과의 4차전에서는 해트트릭을 작성하며 5-2 승리를 이끌었다.
이후 2019년 AFC 아시안컵 본선에도 참가하였으나 팔레스타인과의 B조 조별리그 1차전에서 전반 37분 불의의 부상을 당하며 교체 아웃되었고 결국 팀도 1무 2패·B조 최하위로 조별리그에서 탈락했다.
그 뒤 중국과의 2022년 FIFA 월드컵 아시아 지역 2차 예선 A조 4차전에서 전반 19분 선제골을 뽑아내며 팀의 2-1 승리에 기여했으며 2021년 현재 A매치 36경기 6골을 기록 중이다.

## 수상 내역

### 클럽
알와흐다 SC
- 시리아 프리미어리그 : 우승 (2014)
- 시리아컵 : 우승 5회 (2012, 2013, 2015, 2016, 2017)